# Scottish Premier League
|  | Dette er en artikel om Scottish Premier League, tidligere den bedste fodboldrække i Skotland. Den nuværende bedste række er Scottish Premiership. |
Scottish Premier League (forkortet: SPL) var den bedste fodboldliga i Skotland i perioden 1998 til 2013, hvor den blev fusioneret med Scottish Football League (med tre divisioner) under dannelse af Scottish Professional Football League med fire divisioner.
Ligaen havde i sin levetid deltagelse af 19 forskellige hold. De to dominerende hold, som også var de eneste, der vandt ligamesterskabet, var de to Glasgow-hold Celtic FC (8 mesterskaber) og Rangers FC (7 mesterskaber). Glasgow er med sine ca 600.000 indbyggere Skotlands største by og disse hold dominerede ligaen både sportsligt og økonomisk. De to holds kampe mod hinanden kaldes Old Firm.